# Шочикалко
Шочикалко је велико претколумбовско археолошко налазиште које се налази западно од мексичке савезне државе Морелос. Име Шочикалко на наватл језику, значи „у кући цвећа”.
Археолошко налазиште се налази 38 километара југозападно од Куернаваке, у Мексику. Град је настао око 650. године, након пада Теотиваканског царства и сматра се да је он био главни разлог пада овог царства.
Због својих изванредно сачуваних остатака, Шочикалко је увршћен у Унесков попис места светске баштине у Америци.

## Историја и истраживање
Шочикалко је око 700. године нове ере, или чак и раније, основао мајански народ, Олмека Шикаланка. Због чињенице да околно земљиште није плодно, сматра се да је град основан и утврђен као трговачки град. У турбулентном периоду од 8. до 10. века, заједно са градовима Монте Албан, Паленке и Тикал, то је био политички, верски и трговачки у Цредњој Америци.
Археолошке остатке у Шочикалку први је описао Антонио Алзате 1777. године. Александар Хумболт је објавио илустрације и опис 1810. године. 

## Уништење града
Око 900. године нове ере, град је уништен и спаљен. О томе сведоче бројни предмети који су нагло остављени. Мала групаа људи га је поновно населила, а у 13. веку су га преузели теотивакански досељеници који су говорили наватл, астечким језиком. Становници оближњег села Куентепек још увек говоре језиком наватл, као и бројно друго становништво у држави Морелос.